# جودت القزويني
الدكتور السيد جودت القزويني  (1953 - 7 أبريل 2020) بن السيد كاظم بن السيد جواد بن السيد هادي بن السيد صالح بن السيد مهدي القزويني شاعر ومؤرخ وباحث وكاتب عراقي معاصر، ولد في بغداد يوم الثلاثاء 24 آذار 1953 (1372هـ) من أسرة عراقية هاشمية عريقة تعود جذورها للأشراف من سلالة النبي محمد بن عبد الله ﷺ. توفي يوم الثلاثاء 7 أبريل عام 2020م في داره بلندن عن عمر ناهز 67 عاماً.

## أسرته
يعد جده السيد جواد القزويني (المتوفى 1937) من أعلام الحلة في الفقه والأدب، وجده آية الله السيد صالح القزويني (المتوفى 1887) مؤسس ركضة طويريج، وجده الأعلى آية الله العظمى السيد مهدي القزويني (المتوفى 1883) من مراجع الفقه في العراق.

## حياته العلمية
- درس في المدراس الرسمية، ثم دخل كلية أصول الدين ببغداد، وتخرج منها عام 1975.
- سافر إلى القاهرة، وحصل على درجة الماجستير من قسم الشريعة بكلية دار العلوم (جامعة القاهرة) عام 1981 عن أطروحته «الطفل والأحكام المتعلقة به في الفقه الإسلامي».
- في بدايات عام 1982 رحل إلى إيران، ثم غادر من هناك إلى سوريا.
- في عام 1985 سافر إلى المملكة المتحدة، والتحق بالجامعة لإكمال دراساته العليا، وفي عام 1997 حصل على الدكتوراه من مدرسة الدراسات الشرقية والإفريقية بجامعة لندن عن أطروحته حول «المؤسسة الدينية الشيعية ـ دراسة في التطور السياسي والعلمي». وبقي هناك إلى عام 2001،
- بعدها سافر إلى لبنان، وأقام هناك أغلب ما تبقى من حياته.

## الحياة الأدبية
ورغم أنه اشتغل زمناً طويلاً بالتأريخ والأبحاث والكتابات النثرية والنصوص النادرة المتنوعة؛ إلا أنه شاعر من الرعيل الأول.
صدر له ديوان ضخم نشره باسم المجموعة الشعرية الأولى عام 1997. (3) وقد نظم الشعر في سن مبكرة، ونشر قسماً من قصائده التي نظمت بعد سنة 1975 فصدرت له مجموعتان شعريتان: الأولى في القاهرة عام 1980، والثانية في بيروت عام 1985.
من بين قصائده: فناء في سجون الغربة؛ قام الدكتور كريم الوائلي بنقدها ودراستها، ونشرها في مجلة الموسم:
| جودت القزويني | السجون.. الضباب.. السجون وحفنةٌ من الترابِ في العيون وبارقٌ من الوجوه يرجعُ الحلاجَ من جديد إلى السجون كفهُ يملأها الحديد .... ياطريد غربتُك الممحاةُ تبعثُ الرؤى في الزمن الشريد علَّمني الحلاجُ أنْ أكونَ بين كلِّ تائهٍ عصاه وأنْ أكونَ بين كلِّ شفةٍ ظمأى كؤوسا مشردٌ يضحكُ منك الليلُ والمتيه ويُشعلُ الزمانُ عارضيك وأنتَ تُوقدُ الحياة تعرفُك الفلاةُ والنجمُ في سمائهِ يهوي اليك يا حلاجُ من تكون؟ من أكون... السجون.. السجون.. الزمان.. المكان.. الحضور.. الغياب الضباب من تكون ؟ يحضنك الزمانُ والمكانُ يشتريك ترفضُ قيدين وانت تبقى اللغزَ في انكفاءة القطبين.. كيف دنوت للفناء وكيف أبعدتَ الصدى عن عالمِ الذوات. علمني فناؤك ـ الوجود ـ كيف احتويك كما احتوى القديمَ روحُك الغريب واسمع النداء... يانداء... يا أنا.. نحن روحان حللنا بدنا.. بدنا.. بدنا أنا من أهوى ومن أهوي أنا أنا.. أنا تعششُ السنينُ في ضلوعي العتيقه ينامُ كلُّ الجائعين في جفوني الحريقه اسمعُ أصواتاً تصيح أحملُها في داخلي تقولُ إنك الغياب.. وإننا في صدرك الحضور.. يا حلاجُ كيف أدركُ الفناء.. ؟ وكيف اعرفُ الوجود؟ يحملني المستنفعُ الفكريُ للفراغ التهمُ الغربةَ والاحجار والأمل المضحك قيثار يشربني السكون.. من أكون؟ | جودت القزويني |

## الكتب المطبوعة
ألف موسوعات ضخمة يصل بعضها إلى أكثر من ثلاثين مجلداً. وهي تتناول موضوعات مختلفة. صدر بعضها، وله تحقيقات عديدة منشورة، امتازت بتعليقات وشروح عليها توازي في أهميتها الاصل نفسه. منها:
1. قلائد الخرائد في أصول العقائد (تحقيق)، بغداد 1972م.
2. النور المتجلّي في مقام التوحيد (تحقيق)، بغداد 1973م.
3. مقتل أمير المؤمنين الإمام علي، للميرزا صالح القزويني (تحقيق)، 1974م.
4. التوبة في الشريعة الإسلامية (دراسة)، 1975 م.
5. نسائم السحر (مجموعة قصائد للشاعر العراقي صالح الطاهر الحميري) (جمع وتقديم)، القاهرة 1978م.
6. قصائد الزمن القديم (مجموعة شعرية)، القاهرة 1980 م.
7. أمنية المؤمن في حديث «نية المؤمن» (تحقيق)، الطبعة الأولى طهران، 1981م. الطبعة الثانية بيروت.
8. الجانب الأخلاقي في فكر الإمام الخميني، بيروت 1983م.
9. أشعار مقاتلة (مجموعة شعرية) بيروت 1985م.
10. النبوة الخاتمة، للإمام محمد باقر الصدر (دراسة وتقديم)، بيروت 1985م.
11. الإنسان في عوالمه الثلاثة (تحقيق)، 1988م.
12. نقض فتاوى الوهابية، لآية الله العظمى الشيخ محمد حسين آل كاشف الغطاء (دراسة وتحقيق) بيروت 1989م.
13. طروس الإنشاء وسطور الأملاء لأبي المعز السيد محمد القزويني (تحقيق ودراسة)، بيروت 1998م.
14. المجموعة الشعرية الأولى، بيروت 1998م.
15. كتاب النوادر في الأخبار والاشعار والطرف الأدبية، للسيد أحمد القزويني (تقديم وتحقيق)، بيروت 1998م.
16. العبقات العنبرية في الطبقات الجعفرية، لآية الله العظمى الشيخ محمد حسين آل كاشف الغطاء (تحقيق)، بيروت 1998م.
17. المثل الأعلى في ترجمة أبي يعلى، للأردبادي (تحقيق)، بيروت 1991م.
18. ثورة الإمام الخميني، المصادر التاريخية والتجديد الإسلامي، للفيلسوف روجيه غارودي (ترجمة)، بيروت 2002م.
19. تاريخ المؤسسة الدينية الشيعية من العصر البويهي إلى نهاية العصر الصفوي الأول (300-1000ھ/912-1591م)، بيروت 2005م، ومع التنقيح: 2014م.
20. المرجعية الدينية العليا عند الشيعة الإمامية، بيروت 2005م. ومع إضافات: بيروت 2014م.
21. الطفل والأحكام المتعلقة به في الفقه الإسلامية (دراسة مقارنة)، بيروت 2005م.
22. علم الاستعداد لتحصيل ملكة الأجتهاد (تحقيق ودراسة)، بيروت 2005م وبتحقيق جديد: 2016م.
23. منهج الرشاد لمن أراد السداد لآية الله العظمى الشيخ جعفر كاشف الغطاء (تحقيق ودراسة)، بيروت 2006م، وبتنسيق جديد: بيروت 2016م.
24. آيات الأصول (تحقيق)، بيروت 2006م.
25. سبع الدجيل (تحقيق ودراسة)، بيروت 2006م.
26. كتب الحديث عن الشيعة الإمامية تأليف العلامة الدكتور حسين علي محفوظ، دراسة وتحقيق: الدكتور جودت القزويني، بيروت 2006م و2016م.
27. كتاب المزار مدخل لتعيين قبور الأنبياء ولشهداء وأولاد الأئمة والعلماء تأليف السيد مهدي القزويني (تحقيق)، بيروت 2005م.ومع إضافات: بيروت 2014م.
28. تاريخ القزويني في تراجم المنسيين والمعروفين من أعلام العراق وغيرهم، 1900م-2000م، ثلاثون مجلداً، بيروت نهاية عام 2012م.
29. تاريخ عزاء طويريج، بيروت 2014م.
30. الحمزة الغربي حفيد العباس بن علي بن أبي طالب، بيروت 2014م.
31. الروض الخميل (مذكرات في التاريخ والنوادر الأدبية) 10 أجزاء، بيروت 2016م.
32. أحلام شجرة الزيتون (قصص قصيرة)، الدكتور جودت القزويني، بيروت 2016م.

## وصلات خارجية
- جودت القزويني على موقع أرشيف الشارخ.
- مجلة المهجر
- ملف مجلة المهجر
- مقال عن حياة القزويني نشر في مجلة الموسم بقلمه، راجع: مجلة الموسم العدد السنة 1411 - العدد 9 و10